# Lực lượng Vũ trang Cách mạng Colombia
Lực lượng Vũ trang Cách mạng Colombia–Quân đội Nhân dân (Fuerzas Armadas Revolucionarias de Colombia–Ejército del Pueblo), còn được biết đến với tên viết tắt FARC hay FARC-EP là một tổ chức du kích theo chủ nghĩa Marx–Lenin ở Colombia. FARC được thành lập vào khoảng 1964-1966 đóng vai trò là một phe quân sự của Đảng Cộng sản Colombia, và bị Chính phủ Colombia, Hoa Kỳ, và Liên minh châu Âu, và các tổ chức khác liệt là tổ chức khủng bố vì những hành động chống lại chính quyền mà còn cả cư dân, môi trường thiên nhiên và cơ sở hạ tầng.
Tuy FARC bắt nguồn từ phong trào du kích thuần túy, nhóm này đã bắt đầu dính líu đến việc buôn bán thuốc phiện vào những năm 1980, điều này tạo ra một sự chia rẽ giữa lực lượng này với Đảng Cộng sản và hình thành nên một tổ chức chính trị mà nó gọi là Đảng Cộng sản Colombia Bí mật.
Mặc dù bị gán nhãn khủng bố, FARC-EP vẫn tuyên bố là một phong trào du kích, và vài nhà phân tích tranh cãi rằng lý tưởng của nhóm có còn như trước hay không. Với khoảng 9000-12000 thành viên vào năm 2007 (khoảng 20 đến 30% trong số đó là trẻ em dưới 18 tuổi bị tuyển cưỡng ép), FARC-EP hiện diện ở 25-30 phần trăm lãnh thổ Colombia, mạnh nhất ở phần rừng phía đông nam và ở đồng bằng tại vùng núi Andes.
Năm 2008, FARC tổ chức bắt cóc 15 con tin trong đó có ứng cử viên cho chức tổng thống Colombia là Ingrid Betancourt. Điều này nâng số con tin mà họ đang giam giữ lên đến 700 người. Người dân Colombia rất sợ hãi và họ không dám làm gì cho đến ngày 4 tháng 1 cùng năm, một kĩ sư trẻ tuổi tên Oscar Morales đã thành lập một nhóm trên Facebook có tên là Un Millon de Voces Contra Las FARC (dịch sang tiếng việt có nghĩa là một triệu tiếng nói chống FARC. Ngay lập tức số lượng thành viên sau một ngày lên đến 4000 thành viên. Nhóm ngày càng phát triển và khi đã có nhiều thành viên cùng tham gia, họ đã quyết định là nên tổ chức biểu tình. Nhóm đó đã tổ chức biểu tình cùng với sự trợ giúp của chính phủ Colombia một tháng sau đó là ngày 4 tháng 2, khi hơn 10 triệu người diễu hành chống FARC trên khắp đất nước Colombia, điều này đã làm cho hoạt động của FARC khốn đốn. Họ quyết định thả ba con tin trước đây đều nằm trong đại biểu quốc hội Colombia như một hành động nhân đạo. Ingrid Betancourt và 14 con tin khác thì được quân đội Colombia giải cứu trong một cuộc hành quân của lính đặc công vào tháng 7 năm 2008.
Lãnh đạo FARC là một hội đồng đứng đầu bởi Alfonso Cano và năm người khác, bao gồm chỉ huy quân sự cao cấp Jorge Briceño, còn có tên khác là "Mono Jojoy", sau cái chết của Manuel Marulanda (Pedro Antonio Marín), còn có tên khác là "Tirofijo", hay Sureshot. Trong các mối quan hệ quốc tế, tổ chức được đại diện bởi một thành viên khác trong hội đồng, "Raul Reyes", người đã chết trong một cuộc tấn công của quân đội Colombia vào một trại du kích của FARC ở Ecuador vào ngày 1 tháng 3 năm 2008.
FARC được tổ chức theo cơ cấu quân sự, bao gồm nhiều đơn vị quân sự thành phố hay các nhóm du kích. Nhóm này thêm phần sau –EP vào tên chính thức trong hội nghị du kích thứ bảy của mình để thể hiện sự phát triển từ chiến tranh du kích sang các hoạt động quân sự quy ước.
Tổ chức FARC-EP tự tuyên bố là một tổ chức quân sự chính trị theo đường lối Mác-Lênin, có ảnh hưởng của cách mạng Bolivar của Venezuela. Nó tuyên bố đại diện cho tầng lớp dân nghèo ở nông thôn chống lại tầng lớp giàu có hơn ở Colombia và chống lại ảnh hưởng của Hoa Kỳ ở Colombia. FARC cũng chống lại một số lĩnh vực khác bao gồm tư nhân hóa tài nguyên thiên nhiên, các tập đoàn đa quốc gia và bạo lực bán quân sự. FARC-EP tuyên bố các mục đích này là động lực để nó nắm quyền lực ở Colombia qua một cuộc cách mạng vũ trang. Nó tự có nguồn tài chính phần lớn là nhờ tống tiền, bắt cóc và tham gia vào các đường dây buôn bán ma túy bất hợp pháp.
FARC chấm dứt các hoạt động quân sự, giải trừ và giao nộp vũ khí cho Liên Hợp Quốc vào ngày 27 tháng 6 năm 2017. Một tháng sau, FARC thông báo chuyển đổi sang một đảng phái chính trị hợp pháp, Common Alternative Revolutionary Force, theo điều khoản hiệp ước hòa bình đã kí trước đó.